# Animagicstudio
Animagicstudio es una empresa madrileña de animación tradicional en 2d.
En verano del 1999, veteranos dibujantes después trabajar en la Disney y en Dreamworks deciden crear Animagic para desarrollar una película basada en Los Reyes Magos que se estrenó el 19 de diciembre de 2003.
Actualmente la empresa está trabajando en el desarrollo de películas europeas como Astérix el Galo.
- Datos: Q5695967